# Фельцман, Максимилиан
Максимилиан Фельцман (нем. Maximilian Felzmann; 22 апреля 1894 — 8 июля 1962) — австрийский, затем немецкий офицер, участник Первой и Второй мировых войн, генерал артиллерии, кавалер Рыцарского креста с Дубовыми листьями.

## Начало военной карьеры
В августе 1913 года поступил на военную службу (армия Австро-Венгрии) фенрихом (кандидат в офицеры), в артиллерийский полк. С 1 августа 1914 года — лейтенант.

## Первая мировая война
В начале Первой мировой войны воевал на Галицийском фронте, с 15 сентября 1914 года — командир батареи. С февраля 1916 года — старший лейтенант. За время войны награждён двумя австрийскими орденами.

## Между мировыми войнами
Продолжил службу в армии Австрийской республики. С сентября 1930 года — майор. После присоединения Австрии к Германии 15 марта 1938 года — перешёл на службу в вермахт. К началу Второй мировой войны — командир артиллерийского полка, подполковник.

## Вторая мировая война
В мае - июне 1940 года — участвовал во Французской кампании, награждён Железными крестами обеих степеней. С февраля 1941 года — полковник.
С 22 июня 1941 года — участвовал в германо-советской войне, командир артиллерийского полка (251-й пехотной дивизии).
В 1942 году — бои в районе Ржева. В январе 1942 года — награждён Золотым немецким крестом. С декабря 1942 года — начальник артиллерии 27-го армейского корпуса.
С марта 1943 года — командир 251-й пехотной дивизии. С июня 1943 года — генерал-майор. Бои в районе Орла. В ноябре 1943 года — награждён Рыцарским крестом. С 15 ноября 1943 года — командующий корпусной группой «Е» (в районе Гомеля). С декабря 1943 года — генерал-лейтенант.
С 29 августа 1944 года — командующий 46-м танковым корпусом (в районе Варшавы). С 27 октября 1944 года — командующий 27-м армейским корпусом (в Восточной Пруссии). В ноябре 1944 года — награждён Дубовыми листьями к Рыцарскому кресту (за бои в Белоруссии).
С 15 апреля 1945 года — командующий 5-м военным округом (Штутгарт). После капитуляции Германии 8 мая 1945 года — взят в американский плен (отпущен на свободу в январе 1947).